# Орлевские
Орлевские (пол. Orlewski) — польский дворянский род герба Цылёнткова (пол. Cielątkowa (herb szlachecki)).
Жительствовали в Мазовецком Воеводстве. Из них Осип из-Орлева на-Ковтах Орлевский, Подстолий Черской Земли, в 1764 году подписался на акте избрания в Короли Станислава Понятовского.

## Описание герба
В голубом поле золотой полумесяц рогами вверх, с золотыми при них звёздами; из-под него выходит такой же полумесяц со звездою, рогами вправо. В навершии шлема три страусиных пера. Герб Цылёнткова внесен в Часть 1 Гербовника дворянских родов Царства Польского, стр. 129.